# Midwest Engine Corporation

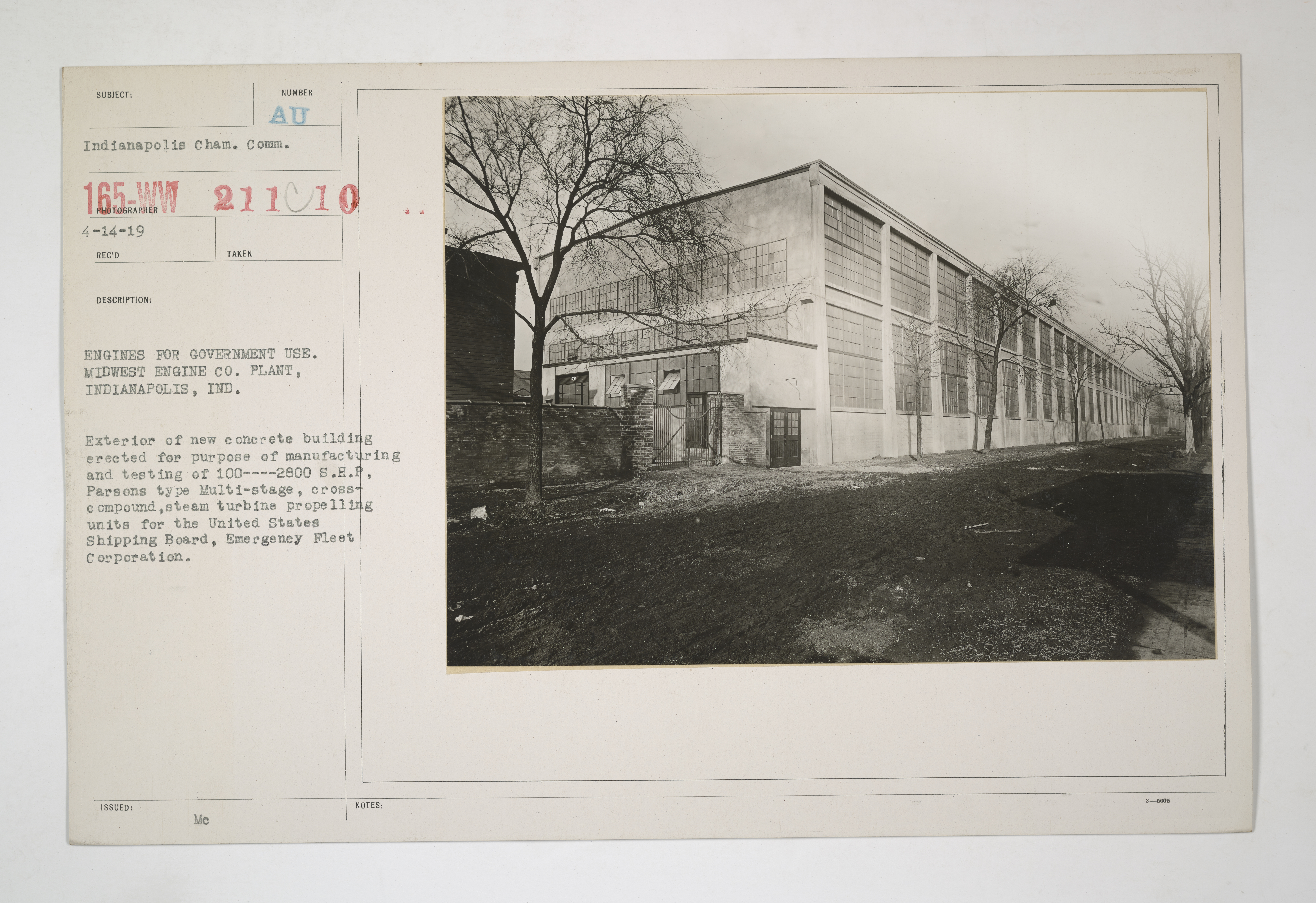
Außenansicht der Fabrik

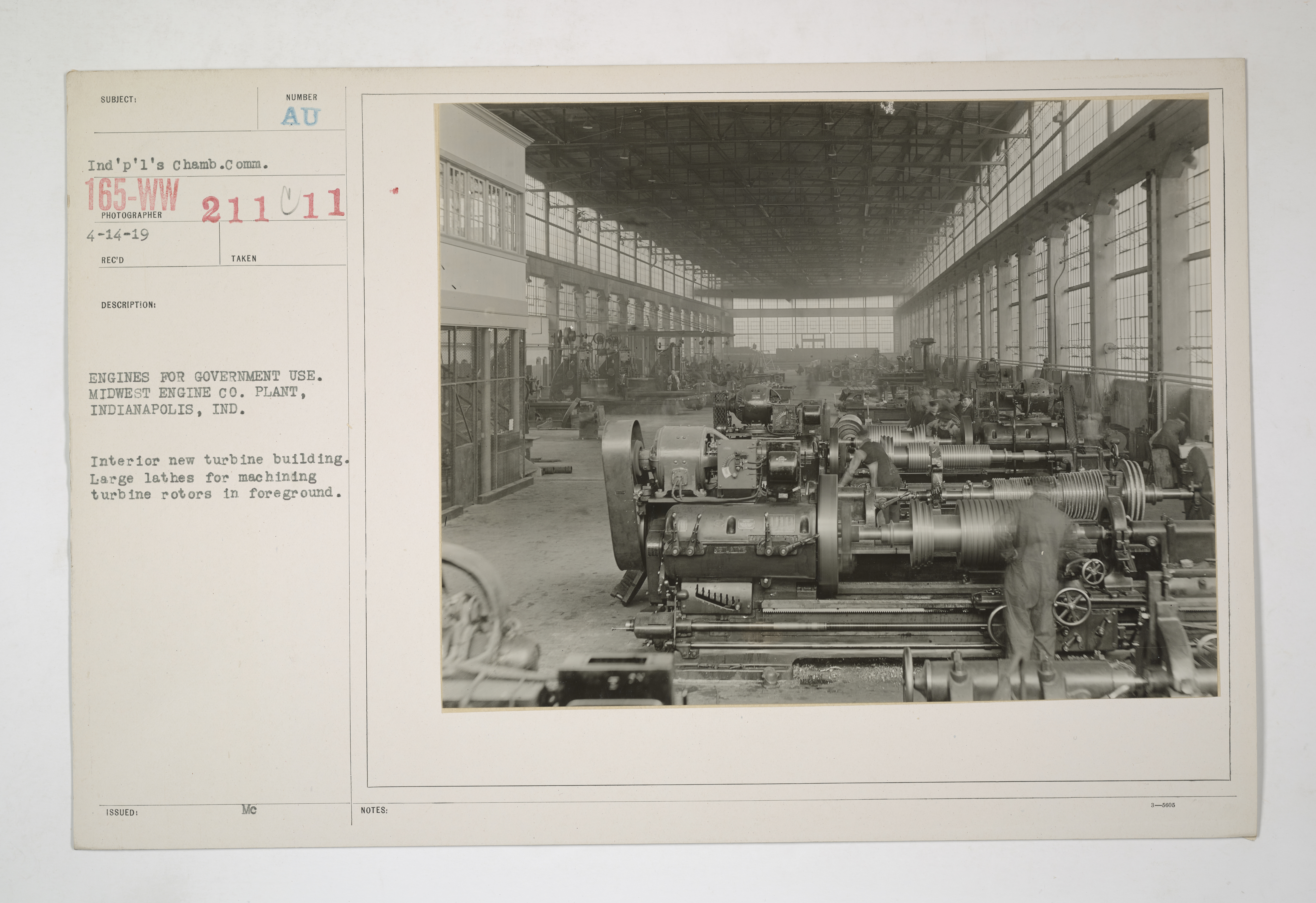
Innenansicht der Fabrik

Midwest Engine Corporation, vorher Midwest Engine Company, war ein US-amerikanischer Motoren- und Kleinfahrzeughersteller.

## Unternehmensgeschichte
Das Unternehmen entstand am 23. Juni 1918. Es war eine Fusion zwischen der Lyons-Atlas Company und der Hill Pump Company. Der Sitz war in Indianapolis in Indiana. Stoughton A. Fletcher leitete das Unternehmen. Als Kapital sind 3,5 Millionen US-Dollar angegeben. Nach einer Erweiterung der Fabrik waren 5000 Mitarbeiter beschäftigt. Der Jahresumsatz lag bei 20 Millionen Dollar.
Am 12. Juli 1922 wurde berichtet, dass es zu einer Reorganisation kam, woraufhin die Firmierung auf Midwest Engine Corporation geändert wurde.
In den 1930er Jahren wurde das Unternehmen aufgelöst.

## Produkte
Das Unternehmen stellte Turbinen, Motoren, Pumpen und Traktoren her. 
Der Midwest Utilitator Garden Tractor wurde 1919 eingeführt und scheint trotz des günstigen Preise von 295 Dollar nur kurze Zeit hergestellt worden zu sein. Der Utilitator war ein 750 lb (340 kg) leichter Kleintraktor mit einem Einzylindermotor eigener Konstruktion. Dieser hatte 923 cm³ Hubraum aus 3,5 Zoll (90 mm) Bohrung und 4,5 Zoll (114,3 mm) Hub. Als Zubehör waren ein Pflug, eine Bodenfräse und eine Pflanzmaschine erhältlich.
American Motor Truck Company, Handley Motors, H. C. S. Cab Manufacturing Company, John Lauson Manufacturing Company und Walker-Johnson Truck Company verwendeten Motoren von Midwest.